# تشكيل فلسطيني

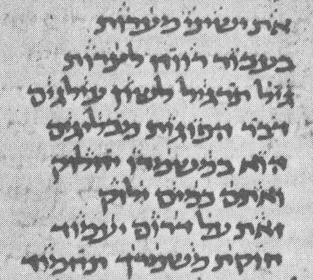
قطعة من ورقة، يظهر فيها الحروف العبرية مستخدم معها الحركات الفلسطينية.

التشكيل الفلسطيني (بالعبرية: ניקוד ארצישראלי) هو عبارة عن نظام من الحركات أُوجد من أجل ضبط نطق اللغة العبرية في الكتابات الدينية. وقد ظهر هذا النظام في فلسطين في فترة العصور الوسطى.
من الملاحظ في نظام الحركات الفلسطيني أن الحركات تكتب فوق الحرف وهو بذلك يشابه نظام الحركات البابلي وهو بذلك يعاكس النظام الطبري والذي يكتب الحركات في أسفل الحرف.

## قائمة العلامات في نظام الحركات الفلسطيني
| تقابل קמץ في النظام الفلسطيني الطبري | تقابل פתח في النظام الفلسطيني الطبري | تقابل צירי في النظام الفلسطيني الطبري | تقابل סגול في النظام الفلسطيني الطبري | تقابل חיריק في النظام الفلسطيني الطبري | تقابل חולם في النظام الفلسطيني الطبري | تقابل קיבץ في النظام الفلسطيني الطبري | تقابل שווא נע في النظام الفلسطيني الطبري |
| /a/                                  | /a/                                  | /e/                                   | /e/                                   | /i/                                    | /o/                                   | /u/                                   | /ə/                                      |